# Концерт для оркестру (Лютославський)
Концерт для оркестру Вітольда Лютославського був написаний в 1950-54 роках за ініціативою директора Варшавського Філармонічного оркестру Вітольда Ровіцького (Witold Rowicki), якому цей концерт присвячено. Концерт складається з трьох частин, загальною тривалістю близько 30 хвилин:
1. Intrada
2. Capriccio notturno ed Arioso
3. Passacaglia, Toccata a Corale

Перше виконання у Варшаві 26 листопада 1954 року принесло авторові світову славу. Стилістика концерту включає риси неокласицизму з використанням фольклорних елементів. Слід зазначити, однак, що у своїх наступних роботах Лютославський значно змінив свій стиль у бік сонористики і контрольованої алеаторики.
1. ↑  Wise Music Classical — Wise Music Classical.